# 私と私がしたいこと
「私と私がしたいこと」（わたしとわたしがしたいこと）は、早乙女由香の1枚目のシングル。2012年6月27日にLantisから発売された。

## 内容
記念すべきメジャーデビュー作品となった本作はWebアニメ『+チック姉さん』エンディングテーマ。プロモーションビデオは日本酒、マグロ、ビリヤードなど、早乙女の好物が多く登場している。

## 収録曲
1. 私と私がしたいこと [4:37]
作詞：畑亜貴、作曲：江並哲志、編曲：河田貴央
2. Can not feign [3:37]
作詞：畑亜貴、作曲：河原嶺旭、編曲：河田貴央
3. ココロ、コトバ [4:20]
作詞：早乙女由香、作曲：俊龍、編曲：A-bee